# 冰烷
冰烷（英語：Iceane）是一种饱和环烃，化学式為C12H18。其分子具有笼状分子結構，可看作由3个船形构象或2个椅形构象环己烷组成的结构。
冰烷的名稱由化学家路易斯·費瑟在其被首次发现的十年前被提出。他正在研究冰中水分子的结构时，突然想到可能存在一种与之相同结构的稳定烷烃，故命名为冰烷。
冰烷同时也被称为武兹烷（英語：Wurtzitane），因为其结构与纤锌矿（英語：Wurtzite）十分相似。但「冰烷」这个名稱已被优先采用。